# محمد المخزنجي
الدكتور محمد المخزنجي (ولد سنة 1950) هو طبيب وكاتب وأديب مصري. يُعتبر من أبرز مبدعي القصة في العالم العربي. عمل طبيباً للأمراض النفسية والعصبية، ثم انتقل للعمل في حقل الصحافة الثقافية محرراً لمجلة العربي الكويتية ثم مستشاراً لتحريرها. وهو كاتب مقال أسبوعي مرموق في عدة صحف مصرية وهي الدستور والشروق والمصري اليوم . يكتب إلى جانب الإبداع القصصي في الثقافة العلمية وأدب الرحلات.

## سيرة ذاتية
ولد الدكتور محمد المخزنجي في المنصورة عام 1949 ودرس الطب في جامعتها، ثم حصل على درجة الاختصاص العالي في الطب النفسي وعلى دبلوم إضافي في «الطب البديل» من أوكرانيا. هجر الممارسة الطبية وعمل محررا علميا لمجلة العربي الكويتية، فمستشارا لتحريرها في القاهرة. هو كاتب حر له في عدة صحف مصرية وهي الدستور والشروق والمصري اليوم. إضافة لكونه أديبا مرموقا له سبعة كتب قصصية ورواية وريبورتاج عن كارثة تشيرنوبيل، وكتابان في الأدب البيئي للأطفال وكتاب إليكتروني في أدب الرحلات. حاز المخزنجي على جائزة أفضل كتاب قصصي صدر في مصر عام 1992، وجائزة ساويرس لكبار الكتاب في القصة عام 2005. كما أنه رجل مشهود له من قرائه ومحبيه بالوطنية والانتماء وحب العروبة والإسلام.
كان شاهدا على حريق مفاعل تشيرنوبيل النووي بأوكرانيا (الاتحاد السوفيتي سابقا) أثناء دراسته الطب هناك. ومنذ ذلك الحين ود. المخزنجي من أقوى الناشطين ضد اسنخدام الطاقة النووية بكل أشكالها. وهو مناصر بقوة لقضايا البيئة والحفاظ على الحياة البرية.

## مؤلفاته
قصص قصيرة:
- الآتي، قصص للأطفال، دار الفتى العربي، بيروت، 1983.
- الموت يضحك، الهيئة المصرية العامة للكتاب، القاهرة، 1988.
- سفر، سلسلة مختارات فصول العدد 65، الهيئة المصرية العامة للكتاب، القاهرة، 1989.
- البستان، الهيئة المصرية العامة للكتاب، القاهرة، 1992.
- أوتار الماء، مكتبة الأسرة، الهيئة المصرية العامة للكتاب، القاهرة، 2003.
- رشق السكين، طبعة دار الشروق، القاهرة، 2007.
- حيوانات أيامنا، طبعة دار الشروق، القاهرة، 2006.
- فندق الثعالب، قصص للأطفال، دار الشروق، القاهرة، 2010.

كتب:
- لحظات غرق جزيرة الحوت، كتاب عن كارثة تشيرنوبيل، الطبعة الأولى 1998، طبعة دار الشروق، القاهرة، 2006
- جنوبا وشرقا، كتاب رحلات، دار الشروق، القاهرة، 2011.
- مداواة بلا أدوية، كتاب في الطب التكميلي، طبعة أولى 2001، طبعة دار الشروق، القاهرة، 2010.
- حكايات بيتنا الأرض، كتاب يجمع عددا من المقالات التي كتبها في باب «بيتنا الأرض» في مجلة العربى الصغير.

## جوائز
- جائزة أفضل مجموعة قصصية صدرت في مصر سنة 1992 عن مجموعة البستان.
- جائزة مؤسسة ساويرس لأفضل مجموعة قصصية نشرت ما بين عامي 2002 و 2004 عن مجموعة أوتار الماء.
- جائزة الأدب المصري لكبار كتاب القصة القصيرة عام 2005.

## وصلات خارجية
- محمد المخزنجي على موقع أرشيف الشارخ.
- عرض لكتاب حيوانات أيامنا
- الأديب الكبير الدكتور «محمد المخزنجى»: النظام جعل الدين في خطر
- صفحة الكاتب محمد المخزنجي على موقع أبجد
- صفحة اقتباسات الكاتب محمد المخزنجي  على موقع أبجد